# Анхель, Фабиан
Фабиан Стивен Анхель Берналь (исп. Fabián Steven Ángel Bernal; род. 10 января 2001, Барранкилья) — колумбийский футболист, полузащитник клуба «Атлетико Хуниор».

## Клубная карьера
Анхель — воспитанник клубов «Валье дель Соль» и «Барранкилья». 11 февраля 2018 года в матче против «Льянерос» он дебютировал в колумбийской Серии B в составе последних. В 2019 году Фабиан на правах аренды перешёл в «Атлетико Хуниор». 30 августа в матче Кубка Колумбии против «Депортиво Кали» он дебютировал за основной состав. По окончании аренды клуб выкупил трансфер игрока, оставив его ещё на полгода в «Барранкилье». В 2020 году Анхель вернулся в «Атлетико Хуниор». 21 сентября в матче против «Агилас Дорадас» он дебютировал в Кубке Мустанга. 2 мая 2022 года в поединке против «Энвигадо» Фабиан забил свой первый гол за «Атлетико Хуниор».
Летом 2022 года Анхель был арендован аргентинским «Ньюэллс Олд Бойз». 16 июля в матче против «Расинга» из Авельянеды он дебютировал в аргентинской Примере. По окончании аренды игрок вернулся в «Атлетико Хуниор». 

## Международная карьера
В 2017 году в составе юношеской сборной Колумбии Анхель принял участие в юношеском чемпионате Южной Америки в Чили. На турнире он принял участие в матчах против команд Уругвая, Бразилии и Эквадора.
В том же году Анхель принял участие в юношеском чемпионате мира в Индии. На турнире он принял участие в матчах против команд Индии и Германии. 
В 2023 году в составе олимпийской сборной Колумбии Карабальо принял участие в домашних Панамериканских играх. На турнире он сыграл в матчах против команд Гондураса, Бразилии, США и Уругвая.